# معبد الجهني
مَعْبَدُ بْنُ عَبْدِ اللَّهِ بْنِ عُوَيْمِرٍ الْجُهَنِيُّ أول من تكلم بالقدر في زمن الصحابة. ومَن نشأَت على رأيه فِرقة القَدَريّة.

## سيرته
حدث عن مجموعة من الصحابة: عمران بن حصين ومعاوية بن أبي سفيان وعبد الله بن عباس وعبد الله بن عمر وحمران بن أبان وطائفة. وكان من علماء وقته مع بدعته التي قال بها في القدر. حدث عنه: معاوية بن قرة وزيد بن رفيع وقتادة ومالك بن دينار وعوف الأعرابي وسعد بن إبراهيم.
وثّقه يحيى بن معين، وقال أبو حاتم: صدوق في الحديث. عن عبد الملك بن عمير أن القراء اجتمعوا على معبد الجُهَني وكان أحد من شهد الحكمين، وقالوا له قد طال أمر هذين علي ومعاوية فلو كلمتهما. قال: لا تعرضوني لأمر أنا له كاره، والله ما رأيت كقريش كأن قلوبهم أقفلت بأقفال الحديد وأنا صائر إلى ما سألتم. قال معبد: فلقيت أبا موسى فقلت انظر ما أنت صانع، قال: يا معبد غدا ندعو الناس إلى رجل لا يختلف فيه اثنان، فقلت لنفسي أما هذا فقد عزل صاحبه. ثم لقيت عمرًا وقلت: قد وليت أمر الأمة، فانظر ما أنت صانع، فنزع عنانه من يدي ثم قال: إيها تيس جهينة ما أنت وهذا، لست من أهل السر ولا العلانية، والله ما ينفعك الحق ولا يضرك الباطل.

## القدرية
أول من تكلم بمسألة القدر في الإسلام هو مَعْبَدٌ الْجُهَنِيُّ، كما قال الذهبي وابن الأثير وابن قتيبة وابن كثير، أخذ ذلك عن نصراني من الأساورة يقال له أبو يونس ويعرف بالأسواري. قال الأوزاعي: أول من نطق بالقدر رجل من أهل العراق يقال له سوسن كان نصرانيًا فأسلم ثم تنصر فأخذ عنه معبد الجُهَني وأخذ غيلان عن معبد. وقيل: بل أول من تكلم فيه معبد بن عبد الله بن عويمر قاله السمعاني وبعض علماء الأشاعرة. قال ابن تيمية: وقد روي أن أول من ابتدعه بالعراق رجل من أهل البصرة يقال له سيسويه من أبناء المجوس وتلقاه عنه معبد الجُهَني. وعليه فإن أول من تكلم في القدر معبد الجُهَني لكنه قاله متأثرًا ببعض العناصر غير المسلمة كالنصارى والمجوس، وعن معبد الجُهَني أخد غيلان بن مسلم القبطي، وعلى يديه كان نشرت مسألة القدر.
قال معبد ومن معه بنفي القدر، إذ أنهم لم يقفوا عند القول بأن العبد يخلق فعل نفسه فحسب، بل نفوا القدر بمعنى العلم والتقدير. فيروى عن معبد أنه كان يقول: لا قدر والأمر أنف أي مستأنف. ولرفض الصحابة والتابعين هذه البدعة، وتحذيرهم من اتباعها، ولوقوف الدولة الإسلامية منهم الموقف الحازم، إذ قام الخليفة عبد الملك بن مروان بالأمر بقتل معبد الجُهَني . وقام الخليفة عمر بن عبد العزيز باستتابة غيلان الدمشقي حتى تاب، ورجع عن قوله القدري في حياة عمر، وبعد وفاة عمر بن عبد العزيز رجع غيلان إلى قدريته فقبض عليه الخليفة هشام بن عبد الملك فقتله وصلبه.

## قول العلماء فيه
- قال الجوزجاني: «كان قوم يتكلمون في القدر، احتمل الناس حديثهم لما عرفوا من اجتهادهم في الدين والصدق والأمانة، ولم يتوهم عليهم الكذب، وإن بلوا بسوء رأيهم ، منهم معبد الجهني وقتادة ومعبد رأسهم».
- قال محمد بن شعيب: «سمعت الأوزاعي يقول أول من نطق في القدر سوسن بالعراق، كان نصرانيا فأسلم ثم تنصر، فأخذ عنه معبد، وأخذ غيلان القدري عن معبد».
- قال محمد بن حمير: «حدثنا محمد بن زياد الألهاني قال كنا في المسجد إذ مر بمعبد الجهني إلى عبد الملك، فقال الناس هذا هو البلاء، فقال خالد بن معدان إن البلاء كل البلاء إذا كانت الأئمة منهم».
- قال مرحوم العطار: «حدثنا أبي وعمي سمعنا الحسن يقول إياكم ومعبدا الجهني فإنه ضال مضل».
- قال يونس: «أدركت الحسن يعيب قول معبد، ثم تلطف له معبد فألقى في نفسه ما ألقى».
- قال طاووس بن كيسان: «احذروا قول معبد فإنه كان قدريا».

## وفاته
قال مالك بن دينار لقيت معبدًا بمكة بعد فتنة ابن الأشعث وهو جريح، قد قاتل الحجاج في المواطن كلها. وروى ضمرة عن صدقة بن يزيد قال: كان الحجاج يعذب معبدا الجُهَني بأصناف العذاب ولا يجزع ثم قتله. قال سعيد بن عفير توفي في سنة 80 هـ. ثم صلب عبد الملك بن مروان معبد الجُهَني بدمشق.